# Petrivka, Tomakivka
Petrivka (în ucraineană Петрівка) este un sat în așezarea urbană Tomakivka din raionul Tomakivka, regiunea Dnipropetrovsk, Ucraina.

## Demografie
Componența lingvistică a localității Petrivka
     Ucraineană (95,92%)
     Rusă (4,08%)
Conform recensământului din 2001, majoritatea populației localității Petrivka era vorbitoare de ucraineană (95,92%), existând în minoritate și vorbitori de rusă (4,08%).